# Leon Apacible
Leon Apacible (ur. 25 października 1861, zm. 1901) – filipiński prawnik i polityk.

## Życiorys
Urodził się w Balayan w prowincji Batangas jako syn Vicenta Apacible i Cataliny Castillo. Pochodził z zamożnej rodziny. Kształcił się w prestiżowym manilskim Ateneo Municipal, tej samej szkole do której uczęszczał Jose Rizal, uznawany współcześnie za najważniejszego filipińskiego bohatera narodowego. Podobnie jak Rizal był uczniem wyróżniającym się. Licencję prawniczą uzyskał w 1886, praktykował następnie w rodzinnej prowincji. Podobnie jak wielu przedstawicieli ówczesnej filipińskiej elity intelektualnej był wolnomularzem, stał za powstaniem struktur masońskich w Batangas.
Po wybuchu rewolucji filipińskiej z 1896 uwięziony i zesłany do Lepanto (dzisiejszy Bontoc). Powrócił do Batangas po podpisaniu porozumienia z Biyak-na-Bato. Współpracował następnie z Miguelem Malvarem, generałem filipińskiej armii rewolucyjnej. Poprowadził atak na miasto Batangas. Wybrano go w skład Kongresu z Malolos. Reprezentował w nim Lepanto. Był też jednym z sygnatariuszy konstytucji pierwszej republiki. W korespondencji ze swym bratem Galicano, przebywającym wówczas w Hongkongu skarżył się na niekompetencję i lenistwo przedstawicieli rewolucyjnego aparatu władzy. Odmawiał wszakże opuszczenia kraju, do czego namawiał go brat. Wraz z początkiem wojny amerykańsko-filipińskiej wycofał się z polityki i zajął się działalnością gospodarczą w Taal. Zmarł krótko później.
Poślubił Matilde Martinez, doczekał się z nią trójki dzieci. W 1970, z inicjatywy Narodowej Komisji Historycznej odsłonięto w Taal niewielką upamiętniającą go strukturę. W 1976 rodzina przekazała pozostałe po nim dokumenty oraz dom państwu. Budynek ten przekształcono następnie w poświęcone politykowi miejsce pamięci.